# Municipio de Gardabani
El municipio de Gardabani (en georgiano: გარდაბნის მუნიციპალიტეტი; en azerí: Qardabani bələdiyyəsi) es un municipio en el este de Georgia perteneciente a la región de Baja Iberia. El área total del municipio es 1212 kilómetros cuadrados y su centro administrativo es Gardabani. La población era 53.590, según el censo de 2014.

## Geografía
El municipio de Gardabani limita al norte con los municipios de Tianeti y Mtsjeta en Mtsjeta-Mtianeti, por el este con Sagareyo en Kajetia y en el oeste, con el Tetritskaro y Marneuli. En el sur del municipio se encuentra la frontera con Azerbaiyán.
Una gran parte del municipio se encuentra en la llanura del Baja Iberia, a través de la cual fluye el Kurá en parte a lo largo de la frontera suroeste del área. Al noreste de la llanura se encuentran las estribaciones más al noroeste de las tierras altas de Iori, hasta el río Iori del mismo nombre y hacia la frontera norte, el terreno se eleva hasta las montañas Sagurami con la cresta Ialno (1874 m). En el oeste, en el medio de la llanura, la cresta Yagludja se eleva a 785 m, y más al norte, en la frontera con Tiflis, se alcanzan las estribaciones más orientales de la cordillera de Trialeti. Al oeste del municipio se encuentra el lago artificial Kumisi, que se creó en la década de 1950 al llenar una depresión natural, y al sureste, al otro lado de la frontera con Azerbaiyán, se encuentra el lago Jandari.

## Historia
Después de la anexión del reino de Kartli-Kajetia por el Imperio ruso en 1801, el área de la moderna Gardabani pasó a formar parte administrativamente del uyezd de Tiflis, que a su vez formaba parte de las gobernaciones de Georgia, Georgia-Imericia y finalmente entre 1846 y 1917 la gobernación de Tiflis. Dentro de uyezd de Tiflis, el actual Gardabani estaba ubicado en la mitad occidental de los uchastoks administrativos Karayaz y Sartachal. La parte sur estaba habitada principalmente por azerbaiyanos, a quienes en ese momento se los denominaba tártaros, al igual que otros grupos étnicos de habla turca.
En las elecciones de 1918 en mazra de Tiflis de la República Democrática de Georgia, Peri-Jan Sofiyeva de la aldea de Karajala fue elegida miembro del consejo del distrito de Karajaz. Según los historiadores, fue la primera mujer musulmana del mundo en ser elegida mediante elecciones democráticas, con sufragio universal.
Karayaz estaba situada en una de las principales rutas del Ejército Rojo desde Azerbaiyán durante la invasión soviética de Georgia en febrero de 1921, principalmente debido a la línea ferroviaria Bakú-Tiflis que atraviesa el distrito y al uso soviético de trenes blindados. Los soviéticos llegaron a la cima a fines de febrero y anexaron la república incipiente como la República Socialista Soviética de Georgia. El área de Gardabani permaneció inicialmente en el ókrug de Tiflis, pero en 1938 el raión de Karayaz se separó del ókrug de Tiflis. 
En 1947 se cambió el nombre del raion y del centro administrativo a Gardabani. En 1969, el pueblo de Gardabani recibió el estatus de ciudad. Después del colapso de la Unión Soviética y la independencia de Georgia, las condiciones económicas empeoraron en el país, pero el municipio en general logró escapar de la gran ola de emigración de la década de 1990, a pesar de focos de migración como la de la ciudad de Gardabani. En 1995, el raion se asignó a la región de Baja Iberia, y se transformó en municipio en 2006. En 2006, los límites de la región metropolitana de Tiflis se modificaron significativamente a expensas de los municipios circundantes y, en particular, de Gardabani, que perdió aproximadamente 92 km2 para la región metropolitana.
Los días 8, 9 y 10 de agosto de 2008, durante la guerra ruso-georgiana, aviones rusos bombardearon la Base de la Fuerza Aérea Vaziani, ubicada a 20 kilómetros al este de Tiflis.

## Política
La asamblea municipal de Gardabani (en georgiano: გარდაბნის საკრებულო) es un órgano representativo en el municipio de Gardabani, que consta de 36 miembros que se eligen cada cuatro años. La última elección se llevó a cabo en octubre de 2021 y la ganó Davit Kargareteli del Sueño georgiano.
| Partido político | Partido político                    | 2017 | 2021 |
| ---------------- | ----------------------------------- | ---- | ---- |
|                  | Sueño georgiano                     | 32   | 26   |
|                  | Movimiento Nacional Unido           | 2    | 10   |
|                  | Georgia Europea                     | 1    |      |
|                  | Alianza de los Patriotas de Georgia | 1    |      |
| Total            | Total                               | 36   | 36   |

## División administrativa
El municipio consta de 2 temi o consejos de pueblos, 40 pueblos (sopeli), y hay una ciudad, Gardarbani. 
Los temi o consejos de pueblos son: Agtakla, Ajali Samgori, Ajalsopeli, Dzhandari, Gamardzhveba, Kalinino, Karadzhalari, Karatakla, Kesalo, Krtsanisi, Kumisi, Kvemo Teleti, Lemshveniera, Martkopi, Nazarlo, Norio, Sartichala, Vajtangisi.

## Demografía
El municipio de Gardabani ha tenido una disminución de población desde 1970, teniendo hoy sobre el 68% de los habitantes de entonces.
| Población del municipio de Gardabani                                   | Población del municipio de Gardabani | Población del municipio de Gardabani | Población del municipio de Gardabani | Población del municipio de Gardabani | Población del municipio de Gardabani | Población del municipio de Gardabani | Población del municipio de Gardabani | Población del municipio de Gardabani | Población del municipio de Gardabani | Población del municipio de Gardabani | Población del municipio de Gardabani |
|                                                                        | 1897                                 | 1922                                 | 1926                                 | 1939                                 | 1959                                 | 1970                                 | 1979                                 | 1989                                 | 2002                                 | 2014                                 | 2021                                 |
| ---------------------------------------------------------------------- | ------------------------------------ | ------------------------------------ | ------------------------------------ | ------------------------------------ | ------------------------------------ | ------------------------------------ | ------------------------------------ | ------------------------------------ | ------------------------------------ | ------------------------------------ | ------------------------------------ |
| Municipio de Gardabani                                                 | -                                    | -                                    | -                                    | 17 770                               | 72 493                               | 117 552                              | 100 439                              | 115 140                              | 114 348                              | 81 876                               | 80 329                               |
| Ciudad de Gardabani                                                    | -                                    | 904                                  | -                                    | 1846                                 | -                                    | 9131                                 | 13 661                               | 17 176                               | 11 858                               | 10 753                               | 11 650                               |
| Datos: Estadística de población de Georgia desde 1897 hasta hoy. Nota: |                                      |                                      |                                      |                                      |                                      |                                      |                                      |                                      |                                      |                                      |                                      |

La población está compuesta por un 54% de georgianos, mientras que los azeríes son el 43,5% y los armenios el 3%.
|                   | 1939      | 1939       | 2002      | 2002       | 2014      | 2014       |
| Grupo étnico      | Población | Porcentaje | Población | Porcentaje | Población | Porcentaje |
| ----------------- | --------- | ---------- | --------- | ---------- | --------- | ---------- |
| Georgianos        | 633       | 3,6%       | 60 832    | 53,2%      | 44 398    | 54,23%     |
| Rusos             | 3114      | 17,5%      | 994       | 0,87%      | 414       | 0,51%      |
| Ucranianos        | 3114      | 17,5%      | 65        | 0,05%      | 74        | 0,09%      |
| Azeríes           | 12 121    | 68,2%      | 49 993    | 43,72%     | 35 642    | 43,53%     |
| Armenios          | 410       | 2,3%       | 1060      | 0,93%      | 2690      | 3,29%      |
| Griegos           | 15        | 0,1%       | 236       | 0,21%      | 63        | 0,08%      |
| Osetios           | 28        | 0,2%       | 412       | 0,36%      | 91        | 0,11%      |
| Yazidíes          | -         | -          | 162       | 0,14%      | 49        | 0,06%      |
| Abjasios          | -         | -          | 48        | 0,04%      | 2         | 0,01%      |
| Asirios           | 299       | 1,7%       | -         | -          | 281       | 0,34%      |
| Kurdos            | -         | -          | -         | -          | -         | -          |
| Judíos            | 52        | 0,3%       | -         | -          | 7         | 0,01%      |
| Alemanes          | 881       | 5%         | -         | -          | -         | -          |
| Lezguinos         | 5         | 0,1%       | -         | -          |           |            |
| Loms              | -         | -          | -         | -          | 84        |            |
| Chechenos y kists | 4         | 0,1%       | 6         | 0,01%      | 1         | 0,01%      |
| Total             | 17 770    | 100%       | 114 348   | 100%       | 81 876    | 100%       |

Los asentamientos más grandes junto a la ciudad de Gardabani (en su mayoría azerí) son las aldeas predominantemente georgianas de Gamardzhveba, Martkopi y Sartichala, cada una con más de 4.000 habitantes, así como las aldeas de Kesalo, Muganlo, Nazarlo y Karadzhalari, que son predominantemente habitado por azerbaiyanos (2014). Sartichala era originalmente un pueblo alemán caucásico llamado Marienfeld.

## Economía
Los ingresos del municipio provienen de la Industria, principalmente las centrales eléctricas de Gardabani. La prioridad para el municipio es el desarrollo de la agricultura y la industria. Los ingresos de la población provienen en su mayoría de la agricultura y negocios menores (como comercios) y servicios públicos.

## Infraestructura

### Transporte
Debido a su ubicación alrededor de la ciudad capital de Tiflis, importantes carreteras principales y líneas ferroviarias que van desde allí en dirección sur y este pasan por el territorio del municipio de Gardabani.
Estas son las carreteras principales internacionales S4 (E60) a la frontera con Azerbaiyán, S5 a través de Sagareyo y Lagodeji también a la frontera con Azerbaiyán y S6 (E117) a través de Bolnisi a la frontera con Armenia. La carretera de circunvalación oriental alrededor de Tiflis S9 discurre principalmente en el territorio del municipio de Gardabani. A la izquierda del río Kurá, la carretera nacional Sh32 (შ32) corre paralela a la S4 que corre a la derecha del río como una conexión adicional de Tiflis a Rustavi, además de Sh66 (შ66) a través de la cabecera municipal de Gardabani a otra, solo cruce fronterizo de uso local a Azerbaiyán. En el noreste, no lejos de Sartichala, la carretera nacional Sh38 (შ38) se bifurca de la S5 a Telavi.
Las líneas ferroviarias Poti-Tiflis-Bakú, Tiflis-Ereván y Tiflis-Telavi pasan por el municipio.

## Galería

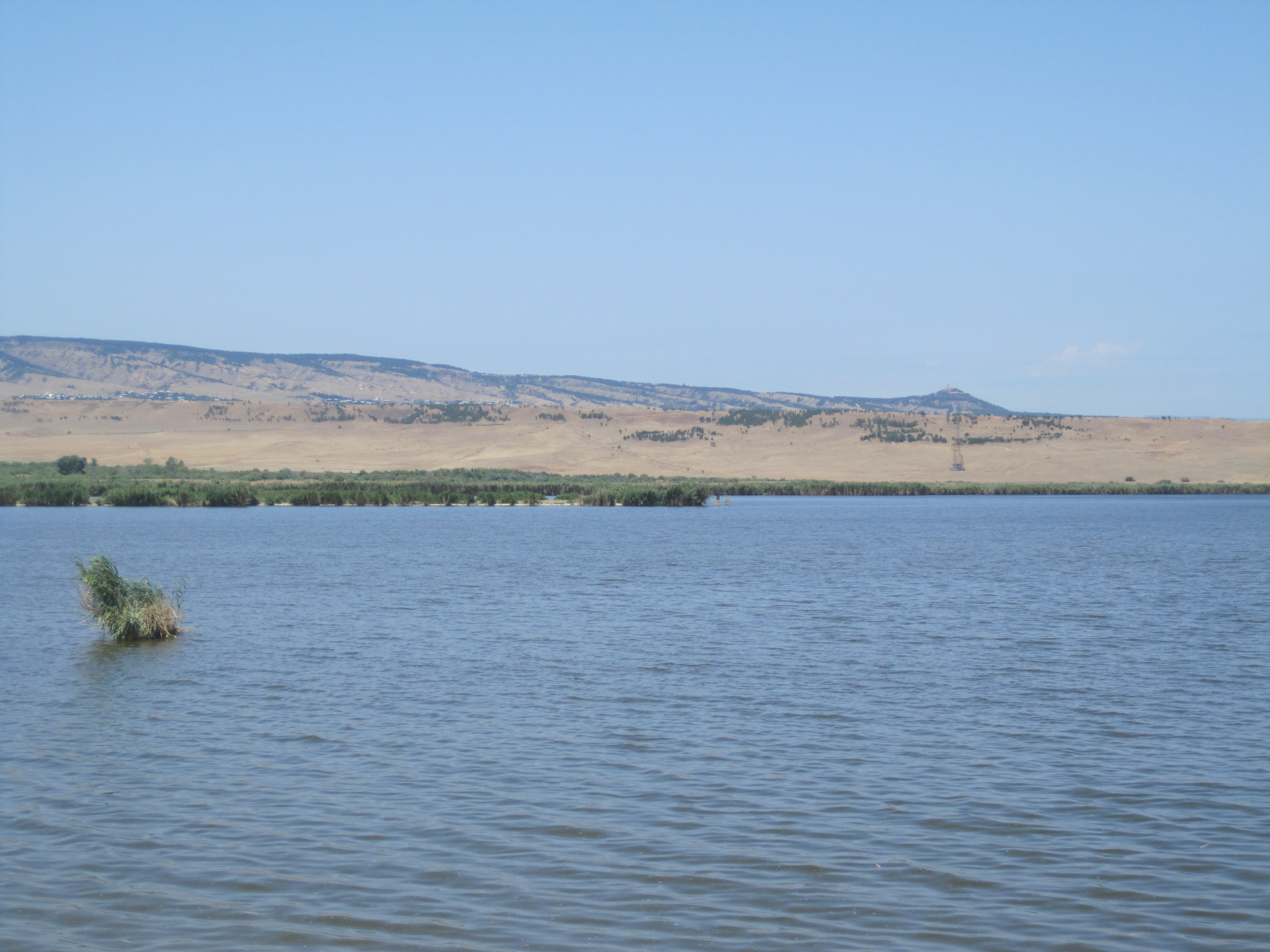
Lago Kumisi
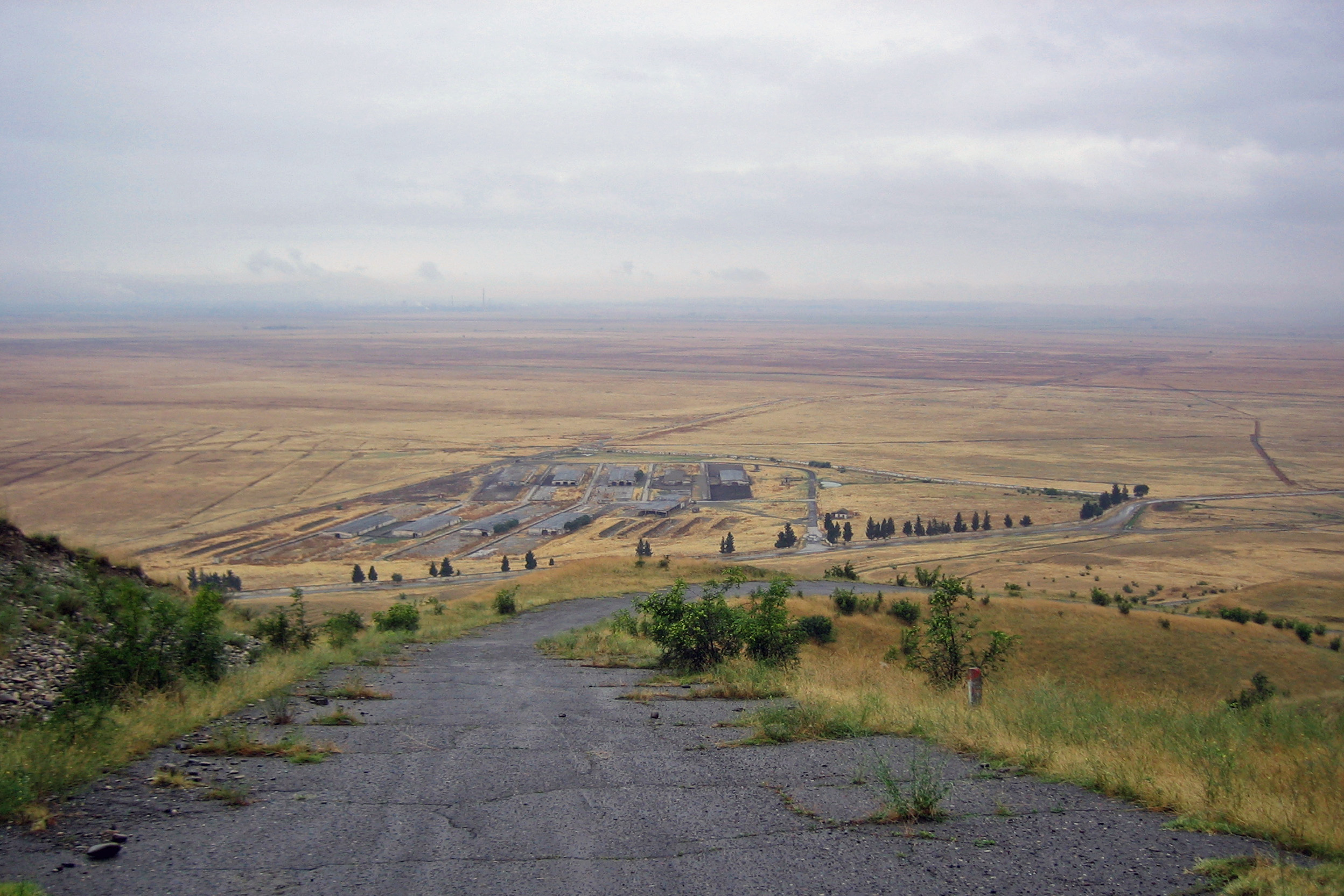
Alrededores de Gardabani
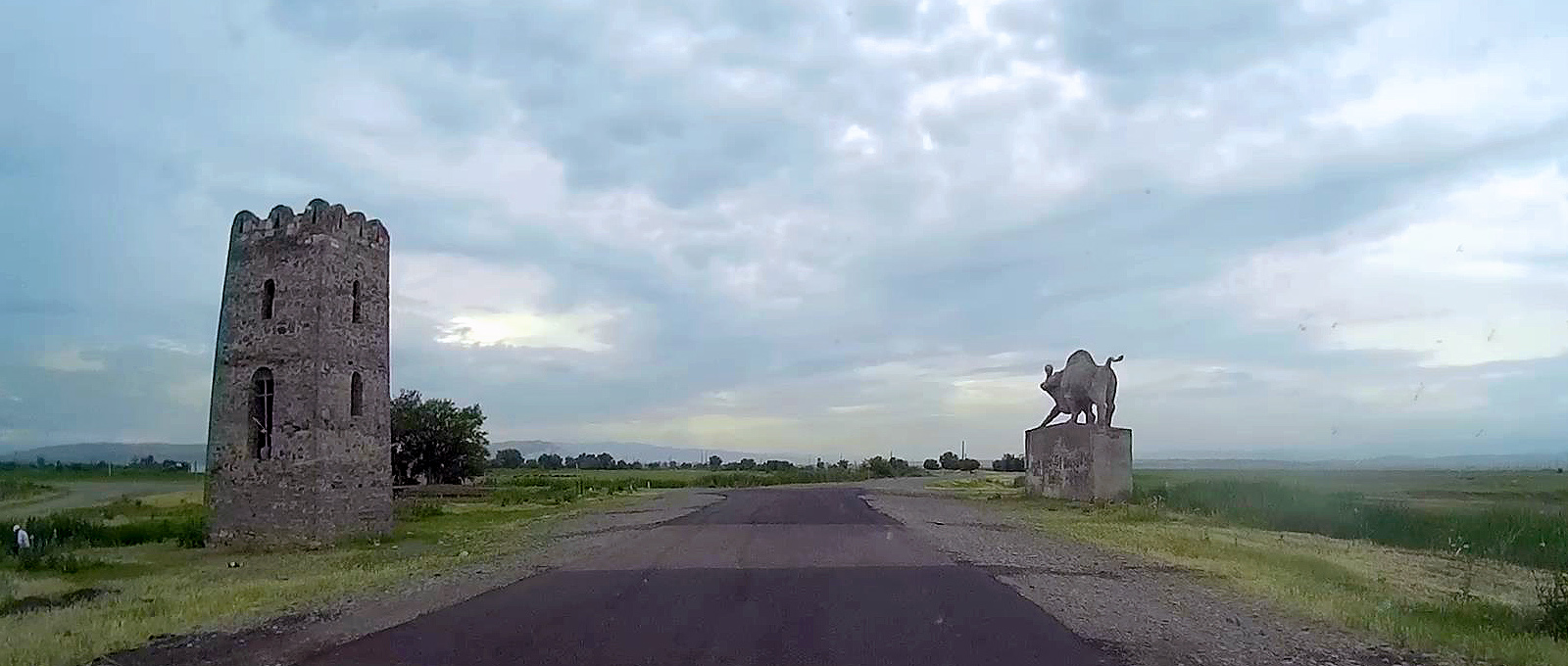
Sh157 de Jandari a Rustavi
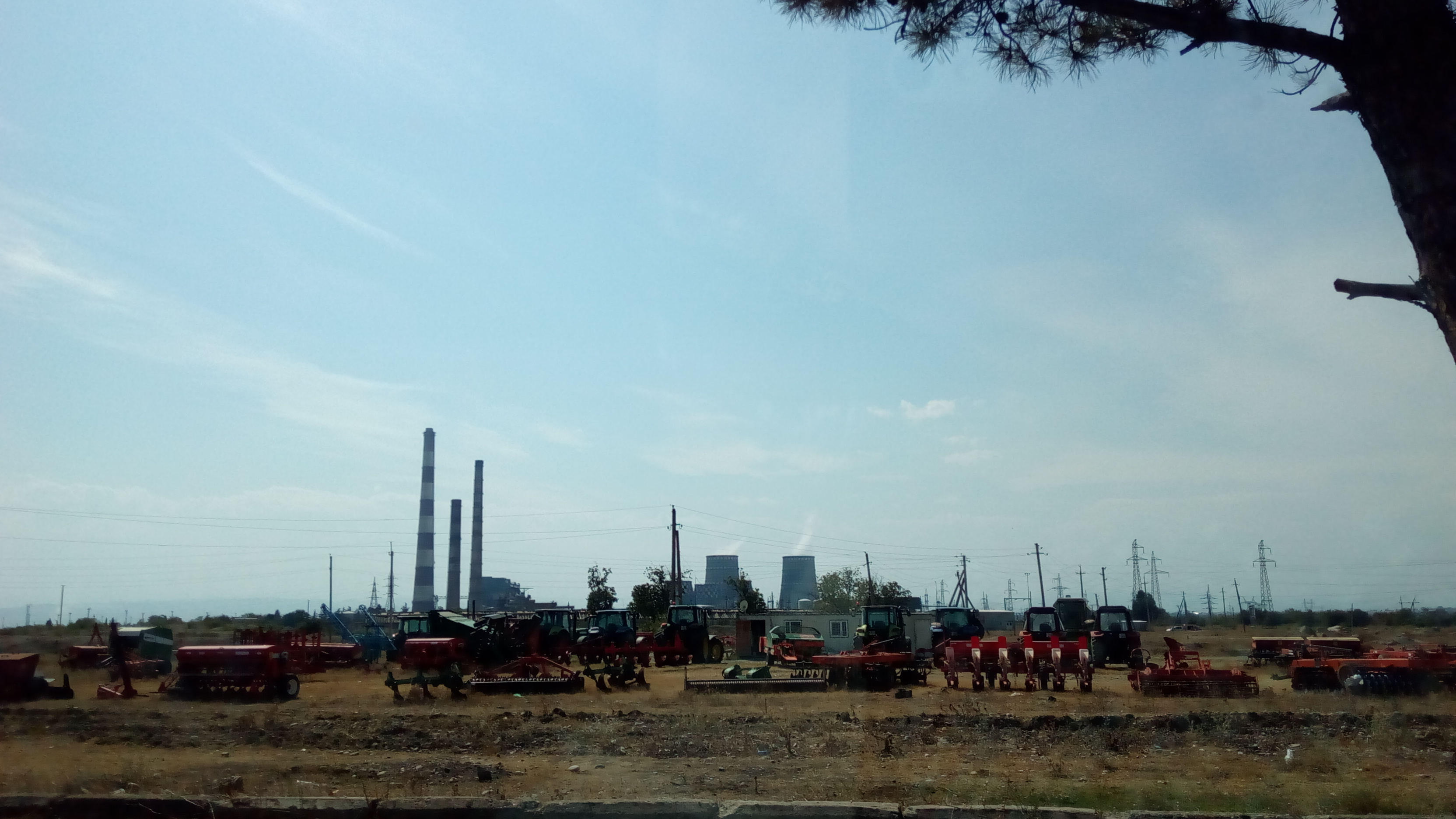
Central térmica en Gardabani
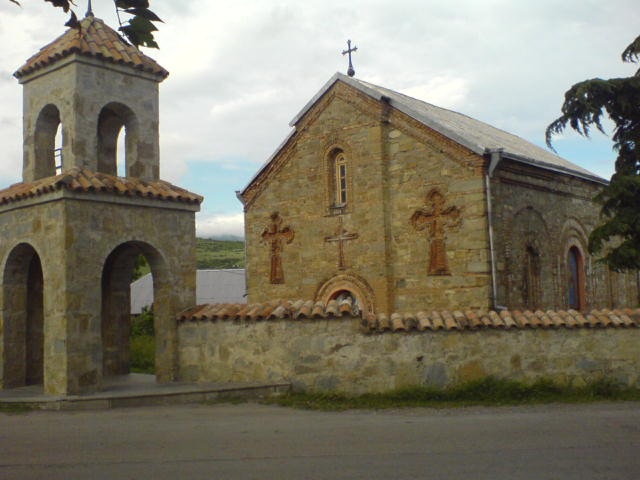
Iglesia cerca de Norio